# Бой у Тцибилы
Бой у Тцибилы — один из боёв во время 
ирано-византийской войны 541—562 годов, произошедший в Апсилии.
Во время наступления иранского полководца Набеда на его сторону перешёл знатный лаз Тердет, которого хорошо знали апсилы. Он подошёл к крепости Тцибили со своим отрядом, и апсилы впустили его к себе без всяких подозрений, ибо не знали об его измене. Когда появилось персидское войско, Тердет открыл им ворота.

## События по Прокопию Кесарийскому
Прокопий Кесарийский писал: «В этой стране есть крепость в высшей степени укрепленная; местные жители называют ее Тзибилой. Один из знатных людей у лазов по имени Тердет, который носил у этого народа название… „магистра“, поссорившись с царем лазов Губазом и став его врагом, тайно вошёл в соглашение с персами, что передаст им укрепление. Приведя с этой целью войско персов, он отправился в Апсилию для выполнения этого замысла. Когда они были близко от крепости, Тердет с сопровождавшими его лазами, поехав вперед, оказался в укреплении, так как те, которые сторожили эту крепость, не имели никакого основания не доверять начальнику лазов и поэтому не проявили к нему никакой подозрительности. Таким образом, подошедшее персидское войско Тердет принял в укреплении. Вследствие этого мидяне стали думать о захвате под свою власть не только Лазики, но и Апсилии. Ни римляне, ни лазы, занятые войной вокруг Петры и теснимые войском мидян, не могли послать помощь апсилийцам. У начальника этой крепости была жена, родом из Апсилии, очень красивая лицом. В эту женщину внезапно безумно влюбился начальник персидского войска. Сначала он старался соблазнить ее, когда же он увидел, что не имеет успеха, то без всякого колебания он применил насилие. Приведенный этим в яростный гнев, муж этой женщины ночью убил его самого и всех тех, которые вошли с ним в это укрепление, оказавшихся невинной жертвой страсти их начальника, и сам завладел укреплением.»